# Hechtia elliptica
Hechtia elliptica är en gräsväxtart som beskrevs av Lyman Bradford Smith. Hechtia elliptica ingår i släktet Hechtia och familjen Bromeliaceae. Inga underarter finns listade i Catalogue of Life.